# Mario and Luigi
Mario & Luigi est une série de jeux vidéo de rôle développée par AlphaDream puis par Acquire et éditée par Nintendo. La série débute en 2003 sur Game Boy Advance avec Mario and Luigi: Superstar Saga.

## Historique
La série Mario & Luigi est née en 2003 sur Game Boy Advance avec l'épisode Mario and Luigi: Superstar Saga. La Nintendo DS accueille les deux jeux suivants : Mario et Luigi : Les Frères du temps en 2005 et Mario et Luigi : Voyage au centre de Bowser en 2009. La Nintendo 3DS fait ensuite passer la série de la 2D à de la 2,5D (décors en 3D avec des personnages en 2D), avec Mario and Luigi: Dream Team Bros. en 2013 et Mario and Luigi: Paper Jam Bros. en 2015. Cette console accueille par la suite un remake de Superstar Saga, nommé Mario & Luigi: Superstar Saga + Les Sbires de Bowser, en 2017 et un remake de Voyage au centre de Bowser, nommé Mario & Luigi: Voyage au centre de Bowser + L'épopée de Bowser Jr., en 2018.
Après la faillite du studio AlphaDream en 2019, l'avenir de la série semble incertain, bien que Nintendo en possède toujours les droits. Toutefois, lors du Nintendo Direct du 18 juin 2024, Nintendo annonce le retour de la saga avec L'Épopée fraternelle, qui sort le 7 novembre 2024 sur Nintendo Switch.
| 2003 | Superstar Saga                                      |
| 2004 |                                                     |
| 2005 | Les Frères du temps                                 |
| 2006 |                                                     |
| 2007 |                                                     |
| 2008 |                                                     |
| 2009 | Voyage au centre de Bowser                          |
| 2010 |                                                     |
| 2011 |                                                     |
| 2012 |                                                     |
| 2013 | Dream Team Bros.                                    |
| 2014 |                                                     |
| 2015 | Paper Jam Bros.                                     |
| 2016 |                                                     |
| 2017 | Superstar Saga + Les Sbires de Bowser               |
| 2018 | Voyage au centre de Bowser + L'Épopée de Bowser Jr. |
| 2019 |                                                     |
| 2020 |                                                     |
| 2021 |                                                     |
| 2022 |                                                     |
| 2023 |                                                     |
| 2024 | L'Épopée fraternelle                                |

### Série principale
La série compte six épisodes :
- Mario and Luigi: Superstar Saga : sorti sur Game Boy Advance le 17 novembre 2003, il est le premier épisode de la série dans lequel Mario et Luigi partent délivrer la princesse Peach des griffes de Graguémona et Gracowitz au royaume de Végésia.
- Mario et Luigi : Les Frères du temps : paru le 28 novembre 2005 sur Nintendo DS, cet épisode met en scène les protagonistes lors du voyage dans le temps, les amenant ainsi à sauver le Royaume Champignon du passé aux côtés de leurs versions « bébé » en repoussant l'invasion Xhampi.
- Mario et Luigi : Voyage au centre de Bowser : publié le 11 février 2009[2] sur Nintendo DS, cet opus propose au joueur d'incarner, en plus du duo de frères habituel, Bowser. En effet, il doit à la fois guider ce dernier à travers le Royaume Champignon et aider Mario et Luigi à sortir de son corps dans lequel ils ont été aspirés, l'objectif étant de vaincre Gracowitz pour sauver le Royaume.
- Mario and Luigi: Dream Team Bros. : édité sur Nintendo 3DS et sortie le 12 juillet 2013, ce quatrième épisode suit les aventures du célèbre duo de frères qui, en voyage sur l'île Koussinos, doivent délivrer Peach retenue prisonnière dans le monde des rêves par Antasma. Le joueur guide ainsi Mario et Luigi entre le monde réel et celui des rêves[3].
- Mario and Luigi: Paper Jam Bros. : le cinquième épisode est sorti sur Nintendo 3DS le 3 décembre 2015 et a la particularité de mélanger l'univers de la série avec celui de Paper Mario. L'objectif est de mener Mario et Luigi, accompagnés par Mario de Papier, à rétablir l'ordre entre les deux mondes[4].
- Mario et Luigi : L'Épopée fraternelle : le sixième épisode est sorti sur Nintendo Switch le 7 novembre 2024[5]. Il s'agit du premier opus à ne pas être développé par AlphaDream. Ce nouvel épisode ce concentre sur l'exploration du monde de Connexia, monde parallèle dans lequel Mario et Luigi se sont retrouvés téléportés par hasard. Dans cet opus, les deux frères doivent faire équipe afin de rassembler les différentes îles d'un continent fracturé. Pour ce faire, ils naviguent à travers les différentes mers de Connexia à bord d'un bateau-île, le Navisthme.

### Remakes
La série compte deux remakes :
- Mario and Luigi: Superstar Saga + Les Sbires de Bowser : paru le 5 octobre 2017 sur Nintendo 3DS, il s'agit d'une réédition du jeu Mario & Luigi : Superstar Saga, initialement publié sur Game Boy Advance. Bien que l'histoire reste identique, le jeu ajoute cependant un autre volet de l'histoire qui relate les aventures des sbires de Bowser après l'écrasement du Tortue-Jet.
- Mario et Luigi : Voyage au centre de Bowser + L'Épopée de Bowser Jr. : sorti sur Nintendo 3DS le 27 décembre 2018, le jeu est une réédition de l'épisode Nintendo DS Mario & Luigi : Voyage au centre de Bowser. Le scénario est le même que celui du jeu initial, auquel s'ajoute l'aventure de Bowser Jr. qui tente, à sa manière, de trouver un remède pour soigner l'épidémie de Rouliboulite[6].

## Accueil
La série Mario & Luigi a reçu des critiques globalement très positives de la presse spécialisée.
| Jeu                                                                  | Metacritic | Ventes (en millions) |
| -------------------------------------------------------------------- | ---------- | -------------------- |
| Mario and Luigi: Superstar Saga                                      | 90/100     | 2,15                 |
| Mario et Luigi : Les Frères du Temps                                 | 86/100     | 1,73                 |
| Mario et Luigi : Voyage au centre de Bowser                          | 90/100     | 4,65                 |
| Mario and Luigi: Dream Team Bros.                                    | 81/100     | 2,70                 |
| Mario and Luigi : Paper Jam Bros.                                    | 76/100     | 1,08                 |
| Mario and Luigi: Superstar Saga + Les Sbires de Bowser               | 81/100     | 0,07                 |
| Mario et Luigi : Voyage au centre de Bowser + L'Épopée de Bowser Jr. | 84/100     | 0,03                 |
| Mario et Luigi : L'Épopée fraternelle                                | 77/100     | 1,97                 |